# Lodha Park
Lodha Park es un complejo de rascacielos residenciales de lujo de 7.5 hectáreas de superficie promovido por el Lodha Group en el exclusivo barrio de Lower Parel de Bombay (Maharashtra, India). Los terrenos para el proyecto fueron adquiridos a DLF Limited en 2012 por unos 28 000 millones de rupias (₹2800 crore). Lodha Park consta de cinco torres, cada una de las cuales tiene 268 metros de altura y 76 plantas. Las torres de Lodha Park fueron los edificios más altos de la India desde 2019 hasta 2020, cuando fueron superados por el World One, que a su vez fue superado por Lokhandwala Minerva en 2023. A fecha de 2025, son el sexto edificio más alto de la India ex aequo.

## Promotora
Lodha es una promotora inmobiliaria dedicada principalmente a proyectos de construcción residenciales y comerciales en Bombay, Pune, Hyderabad y el Reino Unido. También son los promotores del World One, un rascacielos residencial de Bombay y el cuarto edificio más alto de la India.

## Localización
Lodha Park está situado en Pandurang Budhkar Marg en Worli, cerca del Bandra Kurla Complex, Nariman Point y los distritos financieros de Bombay. El centro comercial High Street Phoenix y los cines PVR Cinemas se encuentran a poca distancia.

## Lanzamiento del proyecto
En septiembre de 2013, el Lodha Group anunció que Aishwarya Rai sería la embajadora de este proyecto. También se ha publicado que la actriz ha comprado un apartamento de cuatro habitaciones en el complejo valorado en más de 50 millones de rupias (₹5 crore). Después de un prelanzamiento millonario, la promotora presentó el proyecto Lodha Park en septiembre de 2013 y consiguió reservas por valor de 25 000 millones de rupias (₹2500 crore) solo en el primer día. La presentación se distribuyó entre Bombay, Dubái, Nueva Delhi, Calcuta, Pune, Ahmedabad y Surat. También se recibieron reservas de indios residentes en los Emiratos Árabes Unidos y en los Estados Unidos.

## Descripción
Lodha Park contiene apartamentos de lujo, hoteles, espacio comercial, un club y un restaurante. El proyecto también comprende 3 hectáreas de espacios verdes sobre una «colina» de 20 metros de altura, inspirados en otros parques urbanos de todo el mundo. Se espera que el proyecto genere más de cinco mil empleos directos, incluidos mil puestos de trabajo cualificados como arquitectos, ingenieros y diseñadores de interiores, y más de diez mil empleos indirectos en industrias relacionadas como la del cemento, el acero, los azulejos y los cables. Tras su finalización, se espera que genere más de quinientos puestos de trabajo a tiempo completo en gestión de edificios, tareas domésticas, horticultura y comercio al por menor. El proyecto también incluirá un gimnasio de Evander Holyfield. En el complejo se encuentra la Lodha Trump Tower Mumbai, una torre de 268 metros de altura con apartamentos de tres y cuatro habitaciones construida por el Lodha Group en colaboración con la Trump Organization de Donald Trump.